# Wewnętrzna Kraina

Regiony geograficzno-historyczne Słowenii. Wewnętrzna Kraina oznaczona jako 2b

Wewnętrzna Kraina (słoweń. Notranjska) − dawny powiat (kreis) w podziale administracyjnym Austro-Węgier, istniejący w latach 1849–1919, a obecnie region historyczny wyróżniany w ramach Słowenii, część Krainy. Głównym ośrodkiem jest Postojna, pomniejsze to Logatec, Cerknica, Pivka i Ilirska Bistrica.